# نشان تیراندازی
نشان تیراندازی (انگلیسی: Order of Marksmanship) یکی از نشان‌های افتخار در ایران است.
این نشان طبق آیین‌نامه به پرسنلی (افسر، کارمند و سرباز) که در مسابقات مختلف تیراندازی در داخل کشور، حائز رتبه اول (مقام قهرمانی) شده بودند، اعطاء می‌گردید.
این نشان سه نوع بوده که انواع یک و دو هر کدام دارای سه درجه و نوع سوم دارای یک درجه بود.

## انواع نشان

### نشان تیراندازی نوع اول

##### درجه یک
این نشان به پرسنلی اعطاء می‌گردید که دارای نشان‌های درجه دو و سه تیراندازی بوده و در مسابقات قهرمانی، بین تیراندازان ممتاز در رده نیروهای مسلح شاهنشاهی، مقام قهرمانی را حائز یا سه سال متوالی حائز رتبه دوم می‌گردیدند.
روی این نشان که جنس آن از طلا است، وسط: نقش تفنگی طلایی با سرنیزه بر روی زمینه ای مینادار آبی رنگ درون قابی طلایی؛ پایین قاب: دو شاخه برگ طلایی خرما به صورت هلالی که در وسط به صورت پروانه ای به هم متصل شده‌اند، آمده‌است.
روبان این نشان از نواری به رنگ آبی تیره تشکیل شده و بر روی آن، سه برگ بلوط طلایی نصب شده‌است.

##### درجه دو
این نشان به پرسنلی اعطاء می‌گردید که دارای نشان‌های درجه سه تیراندازی بوده و در مسابقات قهرمانی، بین تیراندازان ممتاز در رده نیروها و یگان‌های همطراز، مقام قهرمانی را حائز یا سه سال متوالی حائز رتبه سوم می‌گردیدند.
روی این نشان که جنس آن از نقره است، وسط: نقش تفنگی نقره ای با سرنیزه بر روی زمینه ای مینادار آبی رنگ درون قابی نقره ای؛ پایین قاب: دو شاخه برگ نقره ای خرما به صورت هلالی که در وسط به صورت پروانه ای به هم متصل شده‌اند، آمده‌است.
روبان این نشان از نواری به رنگ آبی تیره تشکیل شده و بر روی آن، دو برگ بلوط نقره ای نصب شده‌است.

##### درجه سه
این نشان به پرسنلی اعطاء می‌گردید که در مسابقات قهرمانی، بین تیراندازان ممتاز در رده نیروها و یگان‌های همطراز، حائز رتبه یکم می‌گردیدند.
روی این نشان که جنس آن از فولاد است، وسط: نقش تفنگی فولادی با سرنیزه بر روی زمینه ای مینادار آبی رنگ درون قابی فولادی؛ پایین قاب: دو شاخه برگ فولادی خرما به صورت هلالی که در وسط به صورت پروانه ای به هم متصل شده‌اند، آمده‌است.
روبان این نشان از نواری به رنگ آبی تیره تشکیل شده و بر روی آن، تک برگ بلوط فولادی نصب شده‌است.

نشان تیراندازی درجه یک نوع یک
نشان تیراندازی درجه دو نوع یک
نشان تیراندازی درجه سه نوع یک

### نشان تیراندازی نوع دوم

#### درجه یک
روی این نشان، وسط: نقش تفنگی نقره ای با سرنیزه بر روی زمینه ای مینادار آبی رنگ درون قابی طلایی؛ پایین قاب: دو شاخه برگ طلایی خرما به صورت هلالی که در وسط به صورت پروانه ای به هم متصل شده‌اند، آمده‌است.
روبان این نشان از نواری با سه خط عمودی سبز، سفید و قرمزرنگ به نشانه پرچم سه رنگ ایران تشکیل شده‌است.

#### درجه دو
روی این نشان، وسط: نقش تفنگی نقره ای با سرنیزه بر روی زمینه ای مینادار سبز رنگ درون قابی نقره ای؛ پایین قاب: دو شاخه برگ نقره ای خرما به صورت هلالی که در وسط به صورت پروانه ای به هم متصل شده‌اند، آمده‌است.
روبان این نشان از نواری با سه خط عمودی سبز، سفید و قرمزرنگ به نشانه پرچم سه رنگ ایران تشکیل شده‌است.

#### درجه سه
روی این نشان، وسط: نقش تفنگی نقره ای با سرنیزه بر روی زمینه ای مینادار سبز رنگ درون قابی فولادی؛ پایین قاب: دو شاخه برگ فولادی خرما به صورت هلالی که در وسط به صورت پروانه ای به هم متصل شده‌اند، آمده‌است.
روبان این نشان از نواری با سه خط عمودی سبز، سفید و قرمزرنگ به نشانه پرچم سه رنگ ایران تشکیل شده‌است.

نشان تیراندازی درجه یک نوع دو
نشان تیراندازی درجه دو نوع دو
نشان تیراندازی درجه سه نوع دو

### نشان تیراندازی نوع سوم
روی این نشان، وسط: نقش تفنگی با سرنیزه بر روی زمینه ای مینادار کرم رنگ درون قاب؛ پایین قاب: دو شاخه برگ نقره ای خرما به صورت هلالی که در وسط به صورت پروانه ای به هم متصل شده‌اند، آمده‌است.
روبان این نشان از نواری با سه خط عمودی سبز، سفید و قرمزرنگ به نشانه پرچم سه رنگ ایران تشکیل شده‌است.

نشان تیراندازی درجه سه